# Bezirksliga Oberschlesien
De Bezirksliga Oberschlesien was een van de drie competities ten tijde van nazi-Duitsland die als tweede klasse fungeerde, onder de Gauliga Schlesien. Het hele voetbalsysteem in Duitsland werd in 1933 na de machtsgreep van de NSDAP hervormd. De Zuidoost-Duitse voetbalbond werd ontbonden en de zeven competities werden vervangen door de Gauliga. 
Hiervoor was er ook al een Bezirksliga Oberschlesien, dat in 1931 de naam A-Klasse kreeg. Vier clubs uit die competitie mochten aantreden in de Gauliga, de andere vier clubs en acht clubs uit de tweede klasse traden nu aan in de nieuwe competitie. 
De winnaar nam het in de eindronde op tegen de kampioenen van de Bezirksliga Niederschlesien en de Bezirksliga Mittelschlesien om te kunnen promoveren naar de Gauliga. Enkel in het seizoen 1939-40 slaagde de kampioen hier niet in. 
Door de perikelen in de Tweede Wereldoorlog werd de Gauliga verder opgesplitst en verdween de Bezirksliga. De clubs gingen nu spelen in de 1. Klasse Oberschlesien. 

## Erelijst
- Vetgedrukt als de club ook promotie kon afdwingen.

| Seizoen      | Kampioen                  |
| 1933-34      | SpVgg Deichsel Hindenburg |
| 1934-35      | VfB 1910 Gleiwitz         |
| 1935-36      | Reichsbahn-SV Gleiwitz    |
| 1936-37      | Sportfreunde Klausberg    |
| 1937-38      | SpVgg 03 Ratibor          |
| 1938-39      | Beuthener SuSV 09         |
| 1939-40      | SV Schomberg              |
| 1940-41 Ost  | Reichsbahn SG Myslowitz   |
| 1940-41 West | LSV Reinecke Brieg        |